# Vương Lập Nham
Vương Lập Nham (tiếng Trung giản thể: 王立岩, bính âm Hán ngữ: Wáng Lìyán, sinh năm 1962, người Hán) là tướng lĩnh Quân Giải phóng Nhân dân Trung Quốc. Ông là Trung tướng Quân Giải phóng, Ủy viên dự khuyết Ủy ban Trung ương Đảng Cộng sản Trung Quốc khóa XX, hiện là Tư lệnh Lực lượng Hỗ trợ hậu cần Quân ủy Trung ương, Phó Chủ nhiệm Văn phòng Quân ủy Trung ương. Ông từng là Tham mưu trưởng Căn cứ 55 của Quân chủng Hỏa tiễn Trung Quốc.
Vương Lập Nham là đảng viên Đảng Cộng sản Trung Quốc. Ông có sự nghiệp nhiều năm phục vụ Quân chủng Hỏa tiễn mà tiền thân là Lực lượng Pháo binh thứ 2 trước khi được điều chuyển tới các lực lượng quân sự khác.

## Sự nghiệp
Vương Lập Nham sinh năm 1962, ông nhập ngũ Quân Giải phóng Nhân dân Trung Quốc vào năm 1980, phục vụ Lục quân Quân Giải phóng. Ông có nhiều năm hoạt động trong Lực lượng Pháo binh thứ 2, phối hợp cùng với bộ binh công tác lục quân trên bộ, từ chiến sĩ cho đến Phó Bộ trưởng Bộ Tư lệnh Lực lượng Pháo binh thứ 2. Những năm 2000, ông được điều tới Đại học Kỹ thuật của Lực lượng Pháo binh thứ 2 – nay là Đại học Kỹ thuật Quân chủng Hỏa tiễn, đảm nhiệm vị trí Viện trưởng Học viện Giáo dục kỹ thuật sĩ quan tại chức của trường. Năm 2012, ông được điều sang Căn cứ Pháo binh 54 làm Phó Tổng công trình sư, được phong quân hàm Thiếu tướng Hỏa tiễn quân vào tháng 12 năm 2013. Vào tháng 7 năm 2014, Vương Lập Nham được điều tới Hạm đội Nam Hải, giữ chức vụ Phó Tham mưu trưởng là chức vụ tạm thời khi ông chưa từng công tác ở lực lượng hải quân trước đó, rồi đến đầu năm 2016 thì được điều chuyển làm Tham mưu trưởng Căn cứ Hỏa tiễn 55. Lúc này, Lực lượng Pháo binh thứ 2 mà ông từng công tác đa số thời gian được cải tổ thành Quân chủng Hỏa tiễn Quân Giải phóng Nhân dân Trung Quốc, các cứ địa được chuyển từ pháo binh sang hỏa tiễn.
Năm 2019, Vương Lập Nham được bổ nhiệm làm Phó Chủ nhiệm Văn phòng Quân ủy Trung ương, sang tháng 8 năm 2021 thì được bổ nhiệm kiêm nhiệm thêm là Tư lệnh Lực lượng Hỗ trợ hậu cần Quân ủy Trung ương, đồng thời thăng quân hàm là Trung tướng. Giai đoạn đầu năm 2022, ông được bầu làm đại biểu tham gia Đại hội Đảng Cộng sản Trung Quốc lần thứ XX từ đoàn Quân Giải phóng và Vũ cảnh. Trong quá trình bầu cử tại đại hội, ông được bầu là Ủy viên dự khuyết Ủy ban Trung ương Đảng Cộng sản Trung Quốc khóa XX.

## Lịch sử thụ phong quân hàm
| Quân hàm |             |             |  |  |  |  |  |  |  |  |  |
| Cấp bậc  | Thiếu tướng | Trung tướng |  |  |  |  |  |  |  |  |  |
|          |             |             |  |  |  |  |  |  |  |  |  |